# Diocèse de Pasto
Le diocèse de Pasto (en latin : Dioecesis Pastopolitana ; en espagnol : Diócesis de Pasto) est un diocèse de l'Église catholique en Colombie, suffragant de l'archidiocèse de Popayán.

## Territoire

Il comprend 29 municipalités du département de Nariño : Albán, Arboleda, Belén, Buesaco, Chachagüí, Colón Génova, Consacá, El Peñol, El Rosario, El Tablón de Gómez, El Tambo, Funes, La Cruz, La Florida, La Unión, Leiva, Nariño, Policarpa, San Bernardo, San Juan de Pasto, San Lorenzo, San Pablo, San Pedro de Cartago, Sandoná, Taminango, Tangua et Yacuanquer. Il gère aussi une partie des municipalités d'El Charco (l'autre partie étant dans le diocèse de Tumaco) et de Santa Bárbara (l'autre partie est dans le vicariat apostolique de Guapi). Il possède un territoire d'une superficie de 7 190 km2 divisé en 78 paroisses.
Le siège épiscopal est dans la ville de San Juan de Pasto où se trouve la cathédrale du Sacré-Cœur (es) ainsi que le sanctuaire eucharistique de Maridiaz où repose les restes de la bienheureuse Marie Charité Brader, fondatrice des franciscaines de Marie Immaculéeet la chapelle du collège du Sacré-Cœur où se conserve le corps de la bienheureuse Marie de l'Incarnation Rosal, fondatrice des bethlémites filles du Sacré-Cœur de Jésus.

## Historique
Le diocèse est érigé le 10 avril 1859 par la bulle In excelsa du pape Pie IX en prenant une partie du territoire du diocèse de Popayán (aujourd'hui archidiocèse de Popayán).
À l'origine suffragant de l'archidiocèse de Santafé de Nouvelle-Grenade (aujourd'hui archidiocèse de Bogota), il intègre la province ecclésiastique de l'archidiocèse de Popayán le 20 juin 1900.
Il cède une grande partie de son territoire le 20 novembre 1904 pour l'érection de la préfecture apostolique de Caquetá (plus tard vicariat apostolique de Sibundoy et aujourd'hui diocèse de Mocoa-Sibundoy).
Il cède d'autres parties de son territoire le 1er mai 1927 pour la création de la préfecture apostolique de Tumaco (aujourd'hui diocèse de Tumaco)puis le 23 septembre 1964 pour l'établissement du diocèse d'Ipiales. À cette deuxième occasion, il récupère du territoire donné par l'archidiocèse de Popayán et le vicariat apostolique de Sibundoy.

## Évêques
- José Elías Puyana (15 avril 1859 - 20 novembre 1864)
- Juan Manuel García Tejada (6 juin 1866 - 4 octobre 1869)
- Manuel Canuto Restrepo (21 mars 1870 - 1881)
- Ignacio León Velasco, S.J (15 mars 1883 - 27 mai 1889), nommé archevêque de Santafé de Nouvelle-Grenade
  - Sede vacante (1889-1891)
- Joaquín Pardo y Vergara (4 juin 1891 - 1er février 1892), nommé évêque de Medellín
- Manuel José Cayzedo y Cuero (1er février 1892 - 2 décembre 1895), nommé évêque de Popayán
- saint Ezequiel Moreno y Díaz, O.A.R (2 décembre 1895 - 19 août 1906)
- Adolfo Perea (19 décembre 1907 - 17 février 1911)
- Leonidas Medina (23 janvier 1912 - 27 mars 1916), nommé évêque auxiliaire de Bogotà
- Antonio María Pueyo de Val, C.M.F (26 novembre 1917 - 9 octobre 1929)
- Hipólito Leopoldo Agudelo (2 septembre 1930 - 23 mai 1933)
- Diego María Gómez Tamayo (1er février 1934 - 22 avril 1944), nommé archevêque de Popayán
  - Sede vacante (1944-1947)
- Emilio Botero González (30 août 1947 - 21 août 1961)
- Jorge Alberto Giraldo Restrepo, C.I.M (21 novembre 1961 - 1er juillet 1976)
- Arturo Salazar Mejía, O.A.R (3 janvier 1977 - 2 février 1995)
- Julio Enrique Prado Bolaños (2 février 1995 - 1er octobre 2020)
- Juan Carlos Cárdenas Toro, depuis le 1er octobre 2020